# Мокруха рожева
Мокруха рожева (Gomphidius roseus (Fr.) Karst.) — вид грибів роду мокруха (Gomphidius). Гриб класифіковано 1898 році.

## Будова
Шапинка  у мокрухи рожевої яскраво–рожева. Діаметр її до 7 см. Форма: у молодих плодових тіл конічно–кругла, у зрілих — слабко випукла, у деяких грибів навіть ніби плоска. Шапка гладенька, клейка, край припіднятий, наче дещо хвилясто зігнутий.
Гіменофор пластинчатий. Пластинки товсті, рідкі, спочатку сірувато-оливкові, пізніше майже чорні.
Споровий порошок темно-коричневий. Спори 14-18 х 3-5 мкм, веретеноподібні, гладкі, сірувато-оливкові.
Ніжка у мокрухи рожевої зверху здається рожевою, а знизу — бурувата, клейка, циліндрична, завдовжки до 5 см, завширшки до 2 см.
М'якоть біла, без особливого запаху і смаку.

## Поширення та середовище існування
Цей шапковий гриб росте на ґрунті у хвойних  (переважно соснових) лісах, з серпня по жовтень.

## Практичне використання
Їстівний шапинковий гриб. Зазвичай полодові тіла виглядають неапетитно, тому що вкриті слизистою шкірочкою, яку перед вживанням у їжу знімають. Молоді гриби придатні для всіх видів кулінарної обробки. Схожих отруйних грибів немає.